# S.S.C. Napoli
Società Sportiva Calcio Napoli er en italiensk fodboldklub fra Napoli, Campania, som spiller i landets bedste række, Serie A. Napoli spiller i azurblå trøjer med hvide shorts. Strømpernes farve veksler mellem azurblå eller hvide. Napoli har vundet det italienske fodboldmesterskab (Lo Scudetto) 4 gange, i 1987, 1990, 2023 og 2025. 2 af gangene med fodboldguruen Diego Maradona på holdet. Andre stjerner i den periode var brasilianeren Careca og de italienske landsholdspillere Ferrara, Crippa og Carnevale. På den internationale fodboldscene strøg Maradona og resten af Napoli-holdet helt til tops i UEFA Cuppen i 1989. Napoli har også vundet pokalturneringen, Coppa Italia, seks gange - senest i 2020. Klubben har ingen rivaler i Napoli, men opgørene mod AS Roma fra Rom er altid højspændte. Det samme gælder kampene mod Juventus.

## Historie
Historisk set er Napoli den 9. mest succesfulde italienske fodboldklub, og samtidig den mest succesrige med beliggenhed i Syditalien. 

### De første år
Napoli har undervejs i dens lange og glorværdige historie haft flere navneændringer. Helt tilbage i 1904 blev klubben stiftet med navnet Naples Foot-Ball & Cricket Club. 
I de efterfølgende to årtier gennemgik klubben flere sammenlægninger med andre italienske klubber, men den 1. august 1926 kom så dagen hvor stiftelsen af det, som man i dag kender som S.S.C. Napoli, blev en realitet. Det var under præsident Giorgio Ascarelli og den 23. august 1926 fik klubben officielt sit navn, Associazione Calcio Napoli (A.C. Napoli).
Napolis stadion blev efter Giorgio Ascarellis død i 1934 opkaldt efter ham og heraf navnet, Stadio Giorgio Ascarelli. Stadionet som havde plads til 40.000 tilskuere lagde blandt andet græs til to kampe under VM i 1934 i Italien. Herefter gik der næsten 40 år inden man igen ændrede klubbens navn til, Società Sportiva Calcio Napoli (25. juni 1964). Gennem de fleste af disse år lå klubben i Serie A, men man vandt ingen betydende titler før Coppa Italia triumfen i 1962. 

### Storhedstiden i 1980'erne
Med Corrado Ferlaino som præsident investerede man i 1980'erne massivt for at få succes til Napoli. Man ville for alvor udfordre de norditalienske hold - især Juventus, der var dominerende med Trappatoni som træner og spillere som Platini og Scirea. I 1980 kom den hollandske stjerne Ruud Krool til klubben, og da han forlod Syditalien efter fire sæsoner satsede man alt på den lille argentinske supertekniker Diego Maradona, som man købte i Barcelona i sommeren 1984. Maradona blev verdens dyreste spiller(omregnet omkring 80 millioner danske kroner), og forventningerne til Napoli voksede voldsomt. 
I de første sæsoner efter Maradonas ankomst(en 8. plads i 84/85 & en 3.plads i 85/86) havde holdet svært ved at spille med i den rigtigt sjove ende af ligaen. I 1985 vandt lille Hellas Verona sensationelt mesterskabet med Preben Elkjær på holdet, og i 1986 vandt Juventus med Michael Laudrup, men i 1986/1987 var det blev Napolis tur. Med Ottavio Bianchi som træner endte man tre point foran Juventus, og jublen kunne bryde ud i den store, og efter europæisk målestok fattige, storby. Man vandt oven i købet også Coppa Italia efter en finale mod Atalanta. 
De to følgende sæsoner(1987/88 og 1988/89) blev Napoli nummer to i Serie A. Klublegenden Giuseppe Bruscolotti, der siden begyndelsen af 1970'erne havde styret det lyseblå forsvar, takkede af, og nye kræfter kom til. Hans afløser Ciro Ferrara skulle siden blive både anfører efter Maradona og Champions League vinder med Juventus(1996). I 1989 vandt Napoli UEFA Cuppen efter finalesejr over tyske Stuttgart(dengang spillede man ude og hjemme), og året efter triumferede man atter i Serie A. De to brasilianere Antonio Careca(angriber/født d. 5/10-1960, 222 kampe & 96 mål/heraf 73 i Serie A) og Ricardo Alemao(midtbanespiller/født i marts 1961) var sammen med Diego Maradona(født d. 30/10-1960, 259 kampe/115 mål/heraf 81 i Serie A) de udenlandske stjerner, men slidere som Massimo Crippa(født i 1965) og Fernando De Napoli(født i 1964) prægede sammen med Ferrara(født i februar 1967) også de italienske landshold. Blandt dem voksede et nyt, ungt talent, Gianfranco Zola, frem. 
Napolis sidste triumf med Maradona kom, da man i 1990 vandt hele 5-1 over Juventus i den italienske supercup. I foråret 1991 blev Maradona(den sidste halvsæson spillede han 18 kampe/6 mål) testet positiv for doping(i marts mod Sampdoria), og for Napoli begyndte en lang nedtur. Økonomisk såvel som spillemæssigt. 

### Nedturen i 1990'erne
Efter en skuffende 8. plads i 1991 endte man med Zola som bærende i offensiven som en hæderlig nummer fire i 1992. Careca var der stadig, og den uruguyanske angriber Daniel Fonseca blev købt i Cagliari, men i årene efter kunne man ikke præstere lige så godt. Careca forsvandt til Japan efter seks år, Fonseca tog videre til Roma, De Napoli blev bænkevarmer i Milan og kaptajnen Ferrara blev forsvarsstyrmand i Juventus og genvandt sin plads på landsholdet. 
I slutningen af 1990'erne hed stamspillerne Roberto Bordin, Giuseppe Taglialatela, Fabio Pecchia og Roberto Ayala, og de var ikke gode nok til at holde holdet i den bedste række. I 1998 rykkede Napoli ned i Serie B efter kun at have vundet to kampe i hele sæsonen. Økonomien lå i ruiner, og selvom man rykkede op igen i 2000 blev situationen ikke for alvor bedre. Efter kun én sæson var man atter i Serie B. Her blev det kun værre og værre med først en beskeden 5. plads og herefter en katastrofal 16. plads. 

### Konkurs og genfødsel
I sensommeren 2004 gik klubben konkurs efter en 14. plads i Serie B. Det blev anslået at klubben skyldte i omegnen af 70 millioner euros.
Klubben blev dog kort tid efter etableret igen af den italienske film-producer Aurelio De Laurentiis'. Navnet blev ved genetableringen Napoli Soccer, da man ikke måtte benytte Società Sportiva Calcio Napoli. Det genetablerede Napoli blev af det italienske fodboldforbund (FIGC) placeret i Serie C(Serie C1 B) fra sæsonen 2004-05. Fra maj 2006 måtte man igen anvende klubbens historiske navn, Società Sportiva Calcio Napoli, da præsident Laurentiis tilbagekøbte rettighederne(anslået at have kostet 260-280 millioner kroner) I den første sæson efter genetableringen (04/05) missede Napoli oprykningen til Serie B, da man tabte sammenlagt over to playoff-kampe til rivalen, Avellino. 
På trods af at klubben altså måtte tilbringe endnu en sæson i Italiens tredje bedste fodboldrække (Serie C) tiltrak klubben alligevel et imponerende tilskuertal til deres hjemmekampe. Til en kamp var der hele 51.000 tilskuere, som den dag i dag står som tilskuerrekord i Serie C, og set over en hel sæson havde Napoli det tredjehøjeste tilskuergennemsnit i hele Italien efter Internazionale (Inter) og A.C. Milan og foran klubber som Juventus, A.S. Roma og S.S. Lazio.
Herefter gik det hurtigt, og i 2005-06 sæsonen kulminerede det med en førsteplads og dermed direkte oprykning til Serie B. Herfra strøg Napoli direkte op gennem Serie B og første sæson tilbage i Serie B endte med oprykning på sidstedagen sammen med venskabsklubben Genoa C.F.C. og Juventus som vandt rækken. Den pudsige situation i den forbindelse var, at Napoli og Genoa skulle møde hinanden i sæsonens sidste spillerunde i Genova. Både Napoli og Genoa kunne rykke direkte op i Serie A, hvis kampen sluttede uafgjort samtidig med at Piacenza ikke måtte vinde deres kamp mod Triestina. 
Genoa og Napolis kamp endte 0-0, og hjemme formåede Piacenza kun at få 1-1 mod Triestina. Det betød at Genoa sluttede sæsonen på tredjepladsen og dermed rykkede direkte op i Serie A sammen med Juventus og Napoli, da det italienske fodboldforbund inden sæsonstart havde indført en regel der betød, at hvis en klubben på tredjepladsen endte med 10 eller flere point ned til fjerde pladsen ville den pågældende klub på tredjepladsen også få en direkte oprykning til Serie A. 
Det gjorde Genoa, som lige akkurat sluttede sæsonen med 10 point ned til Piacenza på fjerdepladsen, og dermed rykkede både Napoli og Genoa op i Serie A sammen med Juventus på sidste spilledag, til stor glæde for hjemmeholdet fans og de medrejsende Napolifans. Her kunne man blandt andet se et banner hos de lokale fans, hvor der stod: "Velkommen Napolitanske Venner"       
Siden oprykningen etablerede Napoli sig atter som en af Italiens førende klubber. Med De Laurentiis i spidsen har man oparbejdet en sund økonomi, og man har været i Champions League to gange. Her har resultaterne været gode mod storhold som Arsenal, Bayern München, Manchester City, Dortmund og Marseille. I en periode havde Napoli "de tre tenorer" Marek Hamšík, Ezequiel Lavezzi og Edinson Cavani i angrebet. Med Walter Mazzarri som træner var holdet en dødbringende kontramaskine i en interessant 3-5-2 formation. I 2013 solgte klubben Cavani til PSG for et rekordbeløb, og for pengene gik man på rov i Real Madrid, hvor Raul Albiol, José Callejon og Gonzalo Higuain valgte at skifte den hvide trøje ud med en lyseblå. De ankom samtidig med den rutinerede spanske træner Rafael Benitez, der i løbet af sit første halvandet år på posten skaffede både en femte Coppa Italia og klubbens anden italienske supercup hjem til byen for foden af Vesuv.

## Stadion og fans
Napoli har siden 1959 spillet på det imponerende Stadio San Paolo (fra december 2020  Stadio Diego Armando Maradona). Under klubbens storhedstid i 1980'erne stadionets kapacitet oppe og runde de 87.000 tilskuere. Op til VM-slutrunden i 1990, der blev afholdt i Italien, blev stadionet restaureret ligesom mange andre stadions i Italien op til slutrunden. Det betød blandt andet, at der blev bygget et nødvendigt tag, som betød at kapaciteten blev reduceret til de nuværende 60,240 tilskuere. Det betyder at Napoli besidder Italiens tredjestørste stadion efter Stadio Olimpico i Rom og San Siro i Milano.
Før Napoli flyttede til Stadio San Paolo havde klubben siden sin stiftelse spillet på det senere kendte stadion, Stadio Giorgio Ascarelli. Det blev dog bombet under 2. Verdenskrig, og derfor gik man i gang med at bygge Stadio San Paolo.
Napoli er kendt som en klub med en stor og loyal fanskare. Klubben er Italiens fjerdebedst støttede klub i forhold til antal fans, da det anslås at omkring 10% af de italienske fodboldfans har Napoli som deres favorithold ifølge den italienske avis, Repubblica. Ligesom mange andre italienske klubber, har Napoli også mange fans uden for Italiens grænser. Her er det anslået at Napoli har omkring 7 millioner fans på verdensplan. Napolis fans er venner med Genoas fans og i skarp rivalisering med, udover de traditionelle norditalienske storhold, også Hellas Veronas fans, der er kendte for at hade Syditalien og syditalienere.

## Nuværende trup
Oversigten er opdateret til og med 31. marts 2024.
| Nr. | Land            | Position | Spiller                                       |
| --- | --------------- | -------- | --------------------------------------------- |
| 1   | Italien         | MM       | Alex Meret                                    |
| 81  | Italien         | AN       | Giacomo Raspadori                             |
| 3   | Brasilien       | FO       | Natan                                         |
| 4   | Tyskland        | MI       | Diego Demme                                   |
| 5   | Brasilien       | FO       | Juan Jesus                                    |
| 6   | Portugal        | FO       | Mário Rui                                     |
| 77  | Georgien        | AN       | Khvicha Kvartskhelia                          |
| 8   | Elfenbenskysten | MI       | Hamed Junior Traóre (lånt ud til Bournemouth) |
| 9   | Nigeria         | AN       | Victor Osimhen                                |
| 17  | Uruguay         | FO       | Mathías Olivera                               |
| 18  | Argentina       | AN       | Giovanni Simeone                              |
| 16  | Polen           | MM       | Hubert Idasiak                                |
| 13  | Kosovo          | FO       | Amir Rrahmani                                 |
| 14  | Italien         | MM       | Nikita Contini                                |

| Nr. | Land      | Position | Spiller                                      |
| --- | --------- | -------- | -------------------------------------------- |
| 20  | Polen     | MI       | Piotr Zieliński                              |
| 21  | Italien   | AN       | Matteo Politano                              |
| 22  | Italien   | FO       | Giovanni Di Lorenzo                          |
| 24  | Sverige   | MI       | Jens Cajuste                                 |
| 29  | Danmark   | MI       | Jesper Lindstrøm                             |
| 26  | Belgien   | AN       | Cyril Ngonge                                 |
| 30  | Italien   | FO       | Pasquale Mazzocchi                           |
| 32  | Belgien   | MI       | Leander Dendoncker (lånt ud til Aston Villa) |
| 55  | Norge     | FO       | Leo Østigård                                 |
| 95  | Italien   | MM       | Pierluigi Gollini (lånt ud til Atalanta)     |
| 68  | Slovakiet | MI       | Stanislav Lobotka                            |
| 99  | Cameroun  | MI       | André-Frank Zambo Anguissa                   |

## Legendariske Napoli-spillere
| - Attila Sallustro (1926-1937) - Giuseppe Cavanna (1929-1935) - Antonio Vojak (1929-1935) - Amedeo Amadei (1950-1956) - Bruno Pesaola (1952-1960) - Ottavio Bugatti (1953-1961) - Faustino Canè (1962-1969 / 1972-1975) - Antonio Juliano (1962-1978) - Omar Sívori (1965-1969) - José Altafini (1965-1972) - Dino Zoff (1967-1972) - Giuseppe Bruscolotti (1972-1988) - Sergio Clerici (1973-1975) - Tarcisio Burgnich (1974-1977) - Giuseppe Savoldi (1975-1979) - Luciano Castellini (1978-1985) - Ruud Krol (1980-1984) |  | - Daniel Bertoni (1984-1986) - Salvatore Bagni (1984-1988) - Diego Maradona (1984-1991) - Ciro Ferrara (1984-1994) - Alessandro Renica (1985-1991) - Andrea Carnevale (1986-1990) - Fernando De Napoli (1986-1992) - Antonio Careca (1987-1993) - Ricardo Alemão (1988-1992) - Gianfranco Zola (1989-1993) - Daniel Fonseca (1992-1994) - Fabio Cannavaro (1993-1995) - Roberto Ayala (1995-1998) - Ezequiel Lavezzi (2007-2012) - Marek Hamšík (2007-2019) - Edinson Cavani (2010-2013) - José Callejón (2013-2020) |

### Danske spillere
- Samuel Thorsteinsson (1910 / 1913-1914)
- Harald Nielsen (1968-1969)
- Jesper Lindstrøm (2023-)

## Resultater

### Titler
Serie A
- Vinder (4): 1986-87, 1989-90, 2022-23, 2024-25

Coppa Italia
- Vinder (6): 1961-62, 1975-76, 1986-87, 2011-12, 2013-14, 2019-20
- Sølv (4): 1971-72, 1977-78, 1988-89, 1996-97

Supercoppa Italiana
- Vinder (2): 1990, 2014
- Sølv (1): 2012

UEFA Cup
- Vinder (1): 1988-89

Coppa delle Alpi
- Vinder (1): 1965-66

Anglo-Italian League Cup
- Vinder (1): 1976

Anglo-Italian Cup
- Sølv (1): 1970

Bobby Moore Cup
- Vinder: 2009

## Tidligere trænere
| - Antonio Kreutzer (1926 – 1927) - Ferenc Molnár (1927 – 1928) - Giovanni Terrile (1927 – 1928) - Jean Steiger (1927 – 1928) - Otto Fischer (1928 – 1929) - Giovanni Terrile (1928 – 1929) - William Garbutt (1929 – 1935) - Károly Csapkay (1935 – 1936) - Angelo Mattea (1936 – 1938) - Eugen Payer (1938 – 1939) - Paolo Iodice (1938 – 1939) - Adolfo Baloncieri (1939 – 1940) - Antonio Vojak (1940 – 1943) - Paolo Innocenti (1943) - Raffaele Sansone (1945 – 1946) - Giovanni Vecchina (1947 – 1948) - Felice Borel (1948 – 1949) - Luigi De Manes (1948 – 1949) - Vittorio Mosele (1948 – 1949) - Eraldo Monzeglio (1948 – 1956 / 1962 – 1963) - Amedeo Amadei (1956 – 1961) - Annibale Frossi (1959) - Attila Sallustro (1961) - Fioravante Baldi (1961 – 1962) - Bruno Pesaola (1962 – 1968 / 1976 – 1977 / 1982 – 1983) - Roberto Lerici (1963 – 1964) - Giovanni Molino (1963 – 1964) - Giuseppe Chiappella (1968 – 1973) - Egidio Di Costanzo (1968 – 1969) - Luís Vinício (1973 – 1976 / 1978 – 1980) - Alberto Del Frati (1976) - Rosario Rivellino (1976) | - Gianni Di Marzio (1977 – 1979) - Angelo Benedicto Sormani (1979 – 1980) - Rino Marchesi (1980 – 1982 / 1983 – 1984) - Massimo Giacomini (1982 – 1983) - Gennaro Rambone (1982 – 1983) - Piero Santin (1983 – 1984) - Ottavio Bianchi (1985 – 1989 / 1992 – 1993) - Alberto Bigon (1989 – 1991) - Claudio Ranieri (1991 – 1993) - Marcello Lippi (1993 – 1994) - Vincenzo Guerini (1994) - Vujadin Boškov (1995 – 1996) - Luigi Simoni (1996 – 1997 / 2003 – 2004) - Vincenzo Montefusco (1997 / 1998 / 1999) - Bortolo Mutti (1997 – 1998) - Carlo Mazzone (1997 – 1998) - Giovanni Galeone (1997 – 1998) - Renzo Ulivieri (1998 – 1999) - Walter Novellino (1999 – 2000) - Zdeněk Zeman (2000) - Emiliano Mondonico (2000 – 2001) - Luigi De Canio (2001 – 2002) - Franco Colomba (2002 – 2003) - Franco Scoglio (2002 – 2003) - Andrea Agostinelli (2003 – 2004) - Giampiero Ventura (2004 – 2005) - Edoardo Reja (2005 – 2009) - Roberto Donadoni (2009) - Walter Mazzarri (2009 – 2013) - Rafael Benítez (2013 - 2015) - Maurizio Sarri (2015 –2018) - Carlo Ancelotti (2018-2019) - Gennaro Gattuso (2019-2021) - Luciano Spalletti (2021-) |